# Pehr Olof von Asp
Pehr Olof von Asp, född 21 februari 1745 i Stockholm, död där 29 februari 1808, var en svensk diplomat, donator och författare. Han instiftade Bysantinska resestipendiet.

## Biografi
Pehr Olof von Asp var son till hovkvartermästaren Johan von Asp adlad von Asp och Juliana Appelroth, och härstammade från superintendenten i Härnösands stift Petrus Jonæ Asp. Efter fullbordade studier vid Uppsala universitet ingick han nitton år gammal, 1764, i kanslikollegium. 1774 blev han tillfällig chargé d'affaires i London och tjänstgjorde sedan vid svenska beskickningarna i Haag, som kommissionssekreterare, och i Paris, som ambassadsekreterare.
Han hemkallades 1786 och blev presidentsekreterare och chef för det så kallade presidentskontoret, samt följde Gustav III 1788 i Finland och till Göteborg. Han utnämndes 1790 till svenskt sändebud (envoyé) i Konstantinopel och 1795 till samma värdighet i London. Sedan han 1799 blivit återkallad därifrån på grund av engelska regeringens ovillighet att gottgöra Sverige för kaperier, var han någon tid hovkansler, revisor vid banken, riksgäldskontoret med mera. Vid riksdagen 1800 i Norrköping hörde han till rojalisternas representanter i hemliga utskottet. Han avled ogift och slöt sin adliga ätt.

## Asp för eftervärlden
Asp var känd som en duglig och redbar ämbetsman, men stod på grund av sin självständighet mindre väl hos Gustav III. Han stiftade det bysantinska resestipendiet, för vilket han 1803 donerade en summa av 21 000 riksdaler banko. Det utdelas vart tredje år, växelvis av Uppsala universitet (två gånger) och Vetenskapsakademien (en gång). 
1796 besökte Asp Mindre Asien och Grekland. Hans resedagbok på franska är översatt till svenska och utgiven under titeln Resa i Levanten år 1796 (Skara 1805). Han är också författaren till ett originellt nationalekonomiskt arbete, Försök att utreda och på ett ställe sammanföra de första och allmänna grunderna i statshushållningämnen (Stockholm 1800–01). Bland Asps handskrifter (Uppsala universitetsbibliotek, 14 volymer) finns flera uppsatser i politiska och sociala frågor.